# Villeneuve (Svizzera)
Villeneuve (toponimo francese; in tedesco Neustadt, desueto) è un comune svizzero di 5 573 abitanti del Canton Vaud, nel distretto di Aigle.

## Geografia fisica

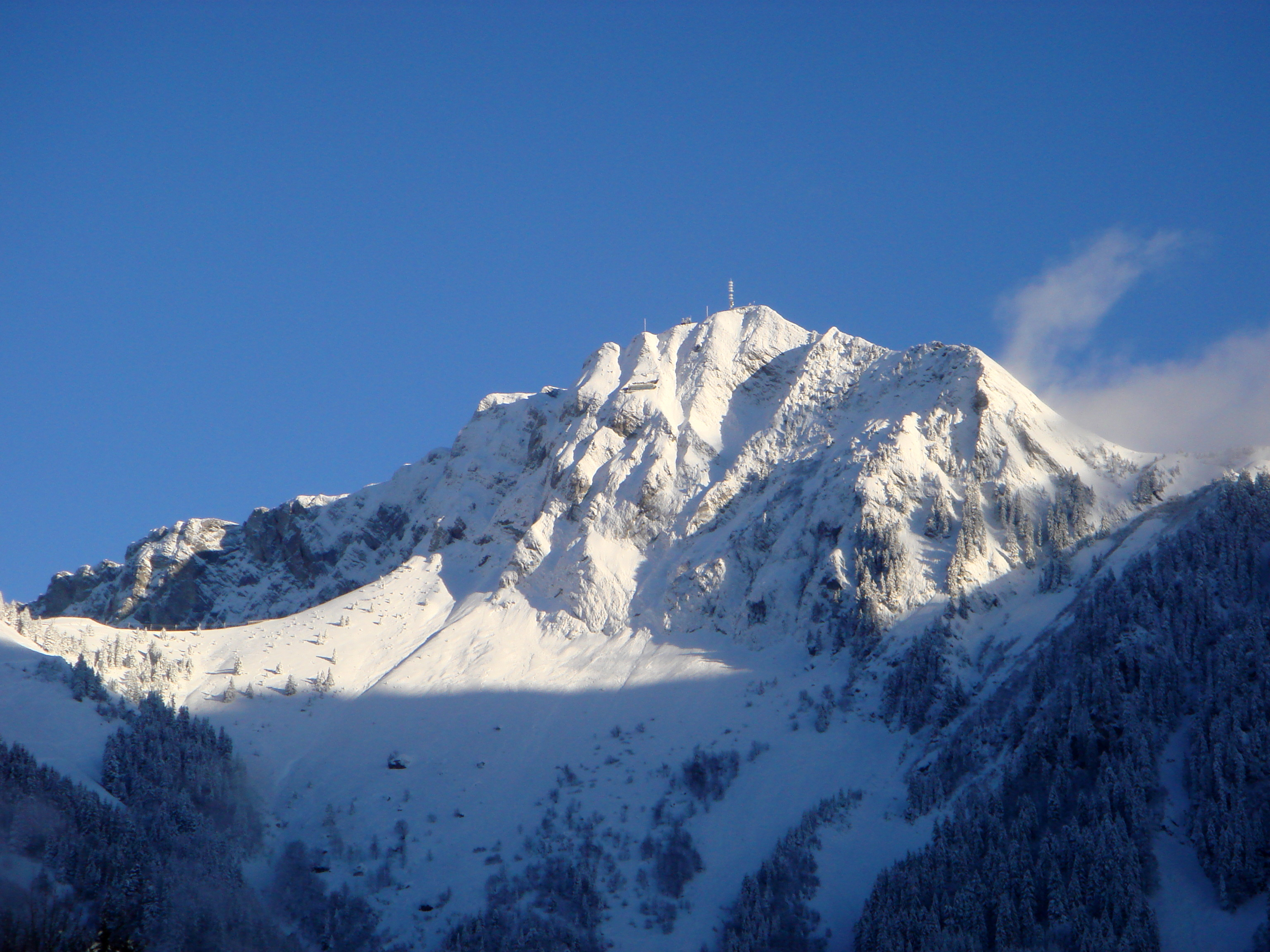
Il Rochers de Naye

Villeneuve si affaccia sul Lago di Ginevra; nel territorio comunale sorge il Rochers de Naye (2 041 m s.l.m.).

## Storia

### Simboli
Lo stemma è noto solo a partire dal XVII secolo ma potrebbe derivare dallo stemma più antico dei Conti di Savoia, che nel 1214 concessero a Villeneuve i diritti di città.

## Monumenti e luoghi d'interesse

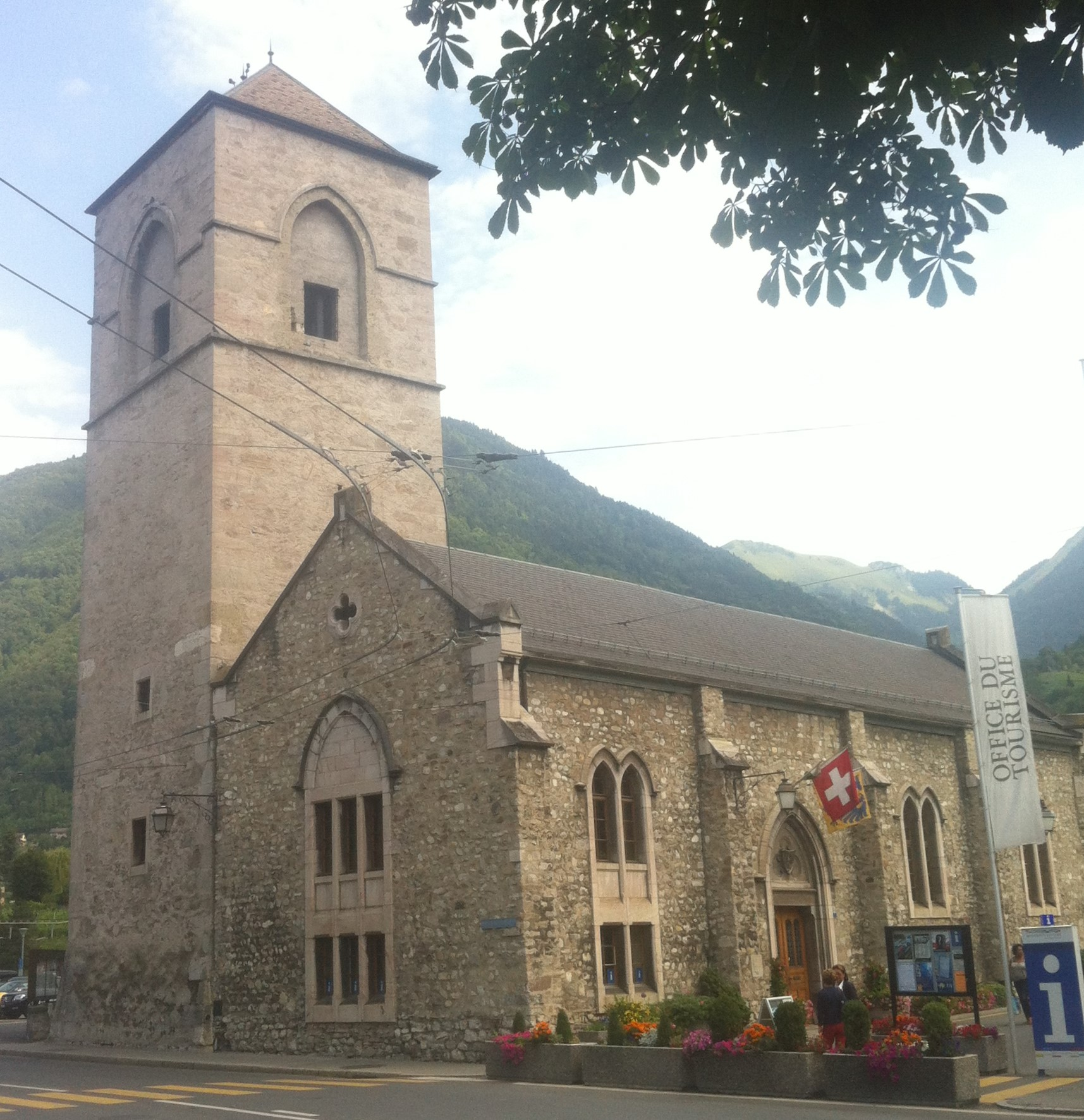
La chiesa di San Paolo

- Chiesa riformata di San Paolo, eretta nel 1214.[1]

## Società

### Evoluzione demografica
L'evoluzione demografica è riportata nella seguente tabella:
Abitanti censiti

## Infrastrutture e trasporti

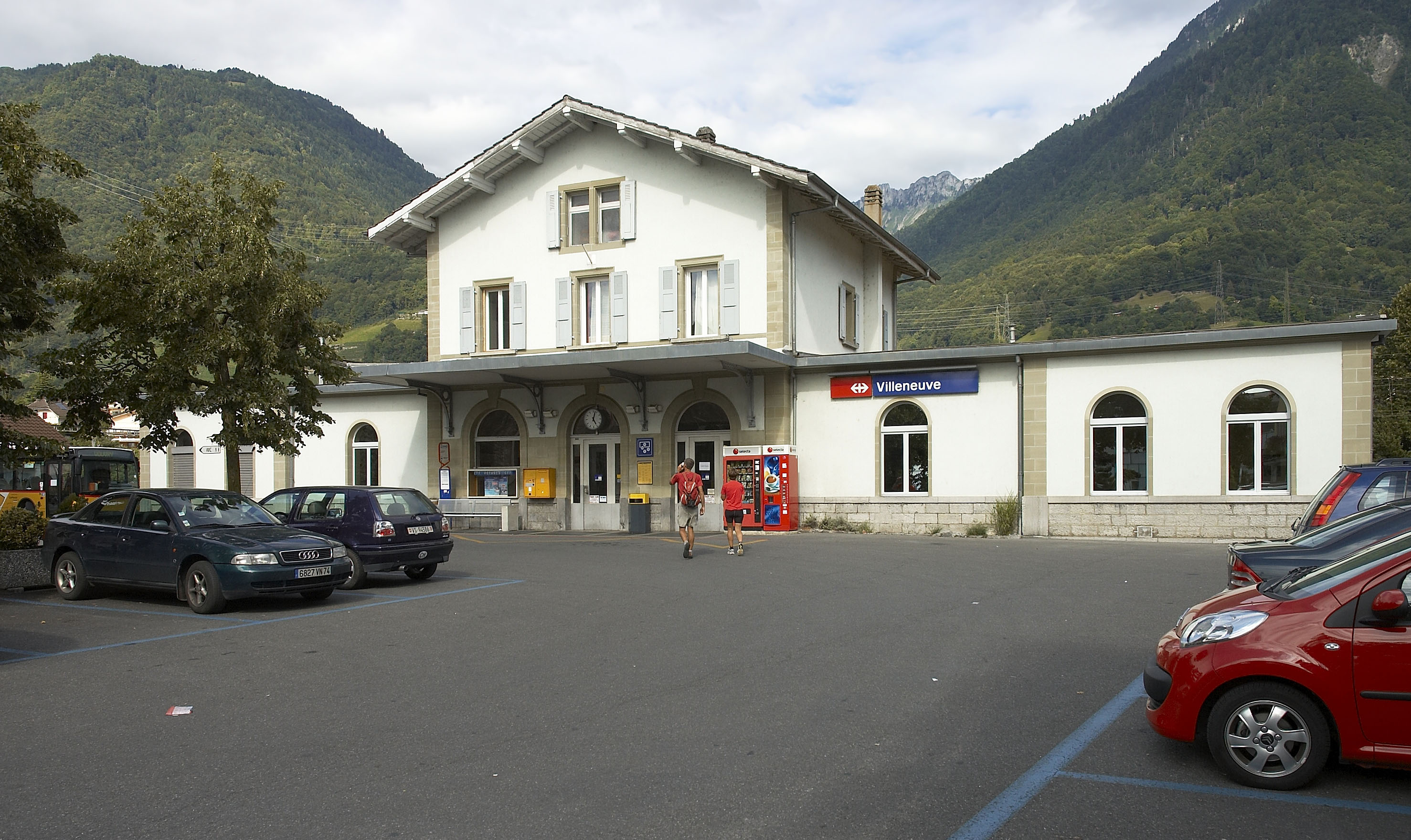
La stazione di Villeneuve

Villeneuve è servito dall'omonima stazione, sulla ferrovia Losanna-Briga.

## Amministrazione
Ogni famiglia originaria del luogo fa parte del cosiddetto comune patriziale e ha la responsabilità della manutenzione di ogni bene ricadente all'interno dei confini del comune.